# Его величество мсье Дюпон
«Его величество мсье Дюпон» (фр. Sa majesté Monsieur Dupont) — французско-итальянский кинофильм с Луи де Фюнесом. Другое название - «Первое причастие».

## Сюжет
Комедия, снятая в быстром темпе, главные действующие лица которой должны успеть собраться к определённому времени в определённом наряде, который сначала надо забрать у портного. На обратном пути они попадают в различные неожиданные ситуации, которые ставят под угрозу срыва их планы.

## В ролях
- Альдо Фабрици — Карло Карлони
- Габи Морле — Мария Карлони
- Андреина Мазотто — Анна Карлони
- Людмила Дударова — синьорина Людовизи
- Адриана Галландт — Антония
- Луи де Фюнес — священник

## Награды
Italian National Syndicate of Film Journalists
- 1951: Серебряная лента лучшему актёру — Альдо Фабрици
- 1951: Серебряная лента лучшему режиссёру — Алессандро Блазетти
- 1951: Серебряная лента за лучший сценарий

Венецианский кинофестиваль
- 1950: Международная премия — Алессандро Блазетти